# Emilio Benavent Escuín
Emilio Benavent Escuín (Valencia, 10 aprile 1914 – Malaga, 4 gennaio 2008) è stato un arcivescovo cattolico spagnolo.

## Biografia
Emilio Benavent Escuín nacque a Valencia il 10 aprile 1914.

### Formazione e ministero sacerdotale
Studiò lettere e filosofia all'Università di Madrid con l'obiettivo di diventare insegnante. In seguito entrò in seminario e studiò teologia presso la Pontificia Università di Comillas. Erano gli anni difficili della guerra civile spagnola. Concluse gli studi con il dottorato in teologia.
Il 18 luglio 1943 fu ordinato presbitero per la diocesi di Malaga. In seguito fu vicario coadiutore della parrocchia di San Giacomo Apostolo a Malaga; cappellano nella base dell'Aeronautica militare e professore all'Instituto de segunda enseñanza. Nel 1946 venne nominato canonico del capitolo della cattedrale di Malaga, professore di teologia, patristica e arte sacra nel seminario diocesano e assistente ecclesiastico della gioventù di Azione Cattolica. Nel 1951 venne nominato parroco della parrocchia di San Patrizio al Barrio de Huelin, un sobborgo popolare di Malaga, dove dedicò profondamente tutte le sue energie materiali e spirituali alle persone emarginate dei sobborghi. Costruì la chiesa parrocchiale e una scuola, un dispensario, la sede dell'Azione Cattolica e la canonica. Si occupò anche della costruzione e dell'inaugurazione di una residenza sacerdotale e dello sviluppo dell'insegnamento rurale.

### Ministero episcopale
Il 6 dicembre 1954 papa Pio XII lo nominò vescovo ausiliare di Malaga e titolare di Cercina. Ricevette l'ordinazione episcopale il 13 febbraio successivo dall'arcivescovo Ildebrando Antoniutti, nunzio apostolico in Spagna, co-consacranti il vescovo di Guadix Rafael Alvarez Lara e il vescovo coadiutore Cadice e Ceuta Antonio Añoveros Ataún.
Da allora fu vicario generale e rettore del seminario diocesano. In nome del vescovo, condusse diverse visite pastorali nella diocesi e nelle scuole rurali. Mantenendo la sua spiccata sensibilità sociale e con il pieno sostegno di monsignor Ángel Herrera Oria, realizzò 250 scuole rurali e coordinò la formazione di numerosi insegnanti. Consacrò le chiese di Nostra Signora di Fatima e San Gabriele, il convento cistercense dell'Incarnazione e iniziò la costruzione delle chiese di Santa Rosa da Lima e della Stella Maris.
Il 13 febbraio 1960 papa Giovanni XXIII lo nominò vescovo coadiutore senza diritto di successione di Malaga.
Partecipò alla prima e alla terza sessione del Concilio Vaticano II.
Il 30 settembre 1966 venne nominato amministratore apostolico di Malaga. Il 7 aprile successivo papa Paolo VI lo nominò vescovo della medesima sede.
Il 26 agosto 1968 papa Paolo VI lo nominò arcivescovo coadiutore di Granada e arcivescovo titolare di Tiburnia. Il 3 febbraio 1974 succedette alla medesima sede.
A Granada, la sua sensibilità e vicinanza al mondo del lavoro, il suo senso di solidarietà e sostegno ai sacerdoti e ai preti operai sanzionati per le loro omelie di natura sociale e in opposizione al regime, frequenti negli ultimi anni del franchismo, sono particolarmente ricordati.
Il 25 maggio 1977 papa Paolo VI lo nominò vicario castrense per la Spagna e arcivescovo titolare di Massimiana di Numidia.
Il 27 ottobre 1982 papa Giovanni Paolo II accettò la sua rinuncia all'incarico. Queste premature dimissioni vennero collegate al colpo di Stato del 23 febbraio 1981.
In seguito si trasferì a Malaga dove esercitò il ministero pastorale nella parrocchia di San Gabriele. Il 7 marzo 1998 rinunciò al titolo ai sensi della nuova pratica stabilita per gli ordinari militari e assunse il titolo di ordinario militare emerito.
Morì a Malaga alle 11 del 4 gennaio 2008 all'età di 93 anni. Le esequie si tennero il giorno successivo alle ore 12 nella cattedrale di Malaga. È sepolto nella chiesa parrocchiale di San Patrizio a Malaga.

## Genealogia episcopale
La genealogia episcopale è:
- Cardinale Scipione Rebiba
- Cardinale Giulio Antonio Santori
- Cardinale Girolamo Bernerio, O.P.
- Arcivescovo Galeazzo Sanvitale
- Cardinale Ludovico Ludovisi
- Cardinale Luigi Caetani
- Cardinale Ulderico Carpegna
- Cardinale Paluzzo Paluzzi Altieri degli Albertoni
- Papa Benedetto XIII
- Papa Benedetto XIV
- Papa Clemente XIII
- Cardinale Marcantonio Colonna
- Cardinale Giacinto Sigismondo Gerdil, B.
- Cardinale Giulio Maria della Somaglia
- Cardinale Carlo Odescalchi, S.I.
- Cardinale Costantino Patrizi Naro
- Cardinale Serafino Vannutelli
- Cardinale Domenico Serafini, Cong. Subl. O.S.B.
- Cardinale Pietro Fumasoni Biondi
- Cardinale Ildebrando Antoniutti
- Arcivescovo Emilio Benavent Escuín